# Cascata di Staubbach
La cascata di Staubbach è una cascata, situata nei pressi di Lauterbrunnen.

## Descrizione
La cascata, formatasi durante l'era glaciale, compie un salto di 297 metri ed è la terza più alta della Svizzera. Deve il suo nome all'aspetto polveroso che l'acqua assume durante il salto infrangendosi sulle rocce sottostanti. Il periodo di maggiore portata è in autunno, dopo le piogge abbondanti, e in primavera, a seguito dello scioglimento delle nevi. Durante l'estate è quasi completamente prosciugata ed è accessibile tramite una galleria scavata nella roccia.
Nel 1779 Johann Wolfgang von Goethe ha scritto alcuni versi dedicata alla cascata. Durante gli anni 1930 la cascata è stata raffigurata sui francobolli svizzeri da 3 centesimi.